# Saarijärvi (sjö i Keuru, Mellersta Finland)
Saarijärvi är en sjö i kommunen Keuru i landskapet Mellersta Finland i Finland. Sjön ligger 164,9 meter över havet. Den är 6,2 meter djup. Arean är 88 hektar och strandlinjen är 5,88 kilometer lång. Sjön  ingår i Kymmene älvs huvudavrinningsområde.   Den ligger omkring 36 kilometer väster om Jyväskylä och omkring 230 kilometer norr om Helsingfors. 
I sjön finns ön Isosaari. 